# Генассия, Жан-Мишель
Жан-Мишель Генассия́ (фр. Jean-Michel Guenassia; род. 1950[…], Алжир) — французский писатель.
Его роман «Клуб неисправимых оптимистов» выиграл в ноябре 2009 года Гонкуровскую премию лицеистов.

## Биография
Жан-Мишель Генассия проработал юристом шесть лет и жил за счет пера, написав сценарии для телевидения. В 1986 году он опубликовал детективный роман «Потратьте миллионы в Éditions Liana Levi», затем поставил несколько театральных пьес, в том числе Grand, beau, fort, avec des yeux noirs brûlants … в 2008 году на фестивале в Авиньоне.
Книга Клуб неисправимых оптимистов была выпущена в 2009 году, как первый роман 59-летнего неизвестного автора.
В 2012 году он опубликовал второй роман, Удивительная жизнь Эрнесто Че.
В 2022 году опубликовано продолжение романа Клуб неисправимых оптимистов, роман Земли обетованные.

## Романы
- 1986: Налейте центовые миллионы
- 2009: Клуб неисправимых оптимистов
- 2012: Удивительная жизнь Эрнесто Че
- 2015: Обмани-Смерть
- 2016: Вальс деревьев и неба
- 2017: О влиянии Дэвида Боуи на судьбы юных созданий
- 2022: Земли обетованные